# Harrah's Las Vegas
O Harrah's Las Vegas é um hotel e cassino de propriedade da Harrah's Entertainment. O cassino está localizado na Las Vegas Strip em Paradise, Nevada.